# Vincenzo Viviani
Vincenzo Viviani, italijanski matematik in fizik, * 5. april 1622, Firence, Italija, † 22. september 1703, Firence. 

## Življenje in delo
Viviani je odraščal v Firencah. Študiral je na jezuitski šoli, kjer mu je veliki vojvoda Ferdinand Medičejski (Ferdinando de' Medici) plačal štipendijo, s katero je lahko kupoval matematične knjige. Postal je Torricellijev učenec ter študiral fiziko in geometrijo.
Leta 1639, pri 17. letih, je postal Galilejev pomočnik v kraju Arcetri. Njegov sodelavec je bil do njegove smrti leta 1642. Med letoma 1655 in 1656 je uredil prvo zbirko Galilejevih zbranih del. 
Po Torricellijevi smrti, ga je Viviani leta 1647 nadomestil na njegovem položaju na Akademiji risalnih umetnosti v Firencah. Prav tako ga je veliki vojvoda Toskane, Ferdinand II., imenoval za inženirja na Uffiziali dei Fiumi, kjer je ostal do svoje smrti. Viviani je bil med prvimi člani Eksperimentalne akademije velikege vojvode Toskane, imenovane tudi Accademia del Cimento, ki je nastala deset let kasneje.  
Viviani in Borelli sta leta 1660 izvedla poskus, s pomočjo katerega sta določala hitrost zvoka. Poskus sta izvedla tako, da sta izmerila čas med bliskom ob izstrelitvi oddaljene topovske krogle in slišano eksplozijo. Izračunala sta 350 metrov na sekundo, kar je bilo bistveno bolje, kot dotedanja vrednost 478 m, ki jo je določil Gassendi. Danes znana vrednost znaša 331,29 m/s pri konstantni temperaturi 0 °C.  
Po letu 1666 je, zaradi naraščajočega ugleda kot matematiku, Viviani začel prejemati številne ponudbe za službo. Istega leta mu je francoski kralj Ludvik XIV. ponudil službo na Kraljevi akademiji (Académie Royale) in Janez II. Kazimir Poljski je Vivianiju ponudil službo astronoma. Ker se je veliki vojvoda zbal, da bo Vivianija izgubil, ga je imenoval za dvornega matematika. Viviani je to službo sprejel in ostale ponudbe zavrnil. 
Leta 1687 je izdal knjigo o inženirstvu, »Discorso intorno al difendersi da' riempimenti e dalle corrosione de'fiumi«. Bil je prvi, ki je izvedel poskus s Foucaultovim nihalom, ki ga je francoski fizik in astronom Foucault ponovil šele 200 let kasneje, in se po njem tudi imenuje. 
Po smrti je Viviani zapustil skoraj dokončano delo o resistenci trdih teles, ki ga je zatem dokončal in izdal Grandi. 
Okoli leta 1730 je Cerkev končno dovolila Galilejev prekop v novi grob z nenavadnim spomenikom, ki je bil izdelan v cerkvi Svetega križa (Santa Croce), z denarjem, ki ga je v ta nemen zapustil Viviani. V novo Galilejevo grobnico so prenesli tudi Vivianove posmrtne ostanke.

## Vivianijev izrek
Po Vivianiju se imenuje tudi geometrijski izrek, ki se glasi: če je P poljubna točka znotraj enakostraničnega trikotnika, potem je vsota razdalj med to točko in stranicami konstantna:
{\displaystyle s+t+u=3r=h\!\,,}
pri čemer so s, t in u stranice trikotnika:
- r razdalja posamezne stranice do točke P in
- h  konstantna vsota razdalj med točko P in stranicami trikotnika.

## Priznanja

### Poimenovanja
Vivianijev krater na Luni
Po njem se imenuje krater Viviani na Luni. Vivianijev krater je manjši krater, ki leži na od Zemlje najbolj oddaljeni strani. Leži zahodno od znamenitega Kraljevega kraterja in tik ob jugovzhodni strani Kačalskijevega kraterja.